# Bathyclarias atribranchus
Bathyclarias atribranchus là một loài cá thuộc họ Clariidae. Loài cá này sống ở Malawi, Mozambique, và Tanzania. Nơi sinh sống tự nhiên của chúng là ở các hồ nước ngọt.